# Tatjana Maximowna Minajewa
Tatjana Maximowna Minajewa (russisch Татьяна Максимовна Минаева; * 26. Dezember 1895jul. / 7. Januar 1896greg. im Dorf Zibulniki oder Zibulki, Ujesd Smolensk; † 18. August 1973 in Stawropol) war eine russische bzw. sowjetische Prähistorikerin und Hochschullehrerin.

## Leben
Minajewa, Tochter eines Eisenbahnarbeiters, wurde nach ihrem ausgezeichneten Grundschulabschluss zur weiteren Ausbildung nach St. Petersburg geschickt, wo sie das Lehrerinnen-Seminar absolvierte. Ab 1913 unterrichtete sie an Zweiklassenlandschulen und dann in Balakowo am Mädchengymnasium des Gouvernements Samara.
Nach der Oktoberrevolution begann Minajewa das Studium an der Universität Saratow in der Historischen Fakultät, das sie 1924 abschloss. Darauf wurde sie Aspirantin am Lehrstuhl für Archäologie und Kunstgeschichte der Universität Saratow und wissenschaftliche Mitarbeiterin des Saratower Regionalmuseums. 1925 nahm sie in der Kasachischen ASSR an den von dem Direktor des Saratower Regionalmuseums Pawel Rykow und dem Ethnographen des Museums Pawel Stepanow durchgeführten Ausgrabungen einer Gruppe von Kurganen der sarmatischen Kultur teil. Als später die politische Verfolgung Rykows und seiner Wissenschaftsschule begann, wurde Minajewa arbeitslos. Ab 1929 arbeitete sie wieder als Archäologin und leitete die historische Abteilung des Museums der Oblast Stalingrad.
Ab 1936 lebte Minajewa nach Verhaftung in der Verbannung und unterrichtete in Grundschulklassen in Sol-Ilezk in der Tatarischen ASSR. 1939 erhielt sie die Möglichkeit, wieder wissenschaftlich arbeiten zu können. Sie ging in den Nordkaukasus und leitete die historische Abteilung des Stawropoler Regionalmuseums. Während des Deutsch-Sowjetischen Kriegs blieb sie im von der deutschen Wehrmacht besetzten Stawropol und schützte die Museumssammlungen. Einige der wertvollsten Exponate versteckte sie unter Lebensgefahr und rettete Gemälde vor dem Abtransport nach Deutschland, wofür sie mit der Medaille „Für heldenmütige Arbeit im Großen Vaterländischen Krieg 1941–1945“ ausgezeichnet wurde.
Nach dem Krieg führte Minajewa ihre archäologischen Untersuchungen im oberen Kuban-Gebiet fort und fasste die Ergebnisse in ihrer Dissertation über die archäologischen Denkmäler des oberen Kuban-Gebiets zusammen, die sie 1947 mit Erfolg für die Promotion zur Kandidatin der historischen Wissenschaften verteidigte. 1949 wurde sie Lektorin am Stawropoler Pädagogik-Institut, das jetzt die Universität Stawropol ist. Sie war dann Dozentin am Lehrstuhl für Geschichte bis zu ihrer Pensionierung. Gleichzeitig führte sie archäologische Untersuchungen in Karatschai-Tscherkessien, in der Region Stawropol und in Tschetscheno-Inguschetien durch. Ihr Forschungsschwerpunkt war die Geschichte der Alanen in Nordkaukasien.